# Renaade
Renaade ist eine deutsche Zeichentrickserie, die zwischen 1998 und 1999 produziert wurde.

## Handlung
Renate, genannt 'Renaade', ist die freche und aufgeweckte Tochter eines hanseatischen Frachterkapitäns. Während ihr Vater auf Seefahrt ist, wohnt sie bei ihrem Opa Hans Albers in Hamburg.
Ihr bester Freund ist der strebsame Pelle, ihre Erzfeindin Vera, die immer wieder versucht, Renaade in der Schule in die Pfanne zu hauen.

## Produktion und Veröffentlichung
Die Serie wurde von 1998 bis 1999 in Deutschland produziert. Dabei sind 72 Episoden mit 2 Staffeln entstanden.
Regie führte Tony Power. Am Drehbuch beteiligten sich Malcolm Doney, Peter A. Dowling, Richard Everett, Armin Prediger, Susan Then und Gareth Williams. Für die Produktion ist Hahn Film Berlin (geleitet durch Gerhard Hahn) verantwortlich.
Die Erstausstrahlung fand am 5. Oktober 1998 im Tigerenten Club auf KIKA statt. Spätere Ausstrahlungen erfolgten ebenfalls auf Das Erste, NDR, rbb und SWR.

## Synchronisation
Die Synchronisation entstand in Hamburg, das Dialogbuch schrieb Florian Kühne.

| Rolle                                        | Sprecher        |
| -------------------------------------------- | --------------- |
| Renaade                                      | Saskia Bellahn  |
| Opa Albers                                   | Günter Lüdke    |
| Pelle                                        | Christian Stark |
| Bertha (1. Stimme)                           | Ursula Sieg     |
| Bertha (2. Stimme)                           | Beate Hasenau   |
| Frau Halfmann, Renaades Lehrerin (2. Stimme) | Pia Werfel      |
| Rufus, Opa Albers’ Untermieter (2. Staffel)  | Mario Grete     |
| Sönke Sanders (1. Stimme)                    | Nicolas König   |
| Sönke Sanders (2. Stimme)                    | Sascha Draeger  |
| Vera Sanders (2. Stimme)                     | Tanja Dohse     |
| Wachtmeister Klapproth                       | Ben Hecker      |
| Wilhelm 'Bully' Bull (1. Stimme)             | Marek Harloff   |
| Wilhelm 'Bully' Bull (2. Stimme)             | Fabian Harloff  |

## Episodenliste

### Staffel 1
| Nr. | Titel                       | Jahr |
| 1   | Wieder zu Hause!            | 1998 |
| 2   | Haar!                       | 1998 |
| 3   | Mathearbeit                 | 1998 |
| 4   | Finderlohn                  | 1998 |
| 5   | Feinschmecker               | 1998 |
| 6   | Tanzbär                     | 1998 |
| 7   | Volle Pulle, Renaade!       | 1998 |
| 8   | Eine Hand wäscht die andere | 1998 |
| 9   | Fußball                     | 1998 |
| 10  | Künstlerpech                | 1998 |
| 11  | Vorsicht, Opa!              | 1998 |
| 12  | Die Zeitkapsel              | 1998 |
| 13  | Rollentausch                | 1998 |
| 14  | Alles Käse                  | 1998 |
| 15  | Der billige Papagei         | 1998 |
| 16  | Renaade und Julia           | 1998 |
| 17  | Oh, Baby!                   | 1998 |
| 18  | Fahrrad-Diebe               | 1998 |
| 19  | Pack’ die Badehose ein!     | 1998 |
| 20  | Der Tintenfisch             | 1998 |

### Staffel 2
| Nr. | Titel                                    | Jahr |
| 21  | Alle Mann an Bord                        | 1999 |
| 22  | Die Fernsehshow                          | 1998 |
| 23  | Geisterstunde                            | 1998 |
| 24  | Das Zerwürfnis                           | 1998 |
| 25  | Rollentausch                             | 1998 |
| 26  | Renaade und die Boyband                  | 1999 |
| 27  | Renaade fischt frische Fische            | 1998 |
| 28  | Renaade als Wahrsagerin                  | 1999 |
| 29  | Modeschöpferin Renaade                   | 1998 |
| 30  | Der goldene Wurf                         | 1998 |
| 31  | DJ Renaade                               | 1998 |
| 32  | Beim Camping                             | 1998 |
| 33  | K.O. in der Wildnis                      | 1998 |
| 34  | Die große Flut                           | 1998 |
| 35  | Der Kuss                                 | 1998 |
| 36  | Film ab, Action                          | 1999 |
| 37  | U.F.O.-Alarm                             | 1999 |
| 38  | Landratten an Bord                       | 1999 |
| 39  | Monster und die Polizei                  | 1999 |
| 40  | Bertha wie neu                           | 1999 |
| 41  | Renaade unter Löwen                      | 1999 |
| 42  | Opa Albers verliebt sich in eine Agentin | 1999 |
| 43  | Die Stuntshow                            | 1999 |
| 44  | Hilfe, Monster ist weg!                  | 1999 |
| 45  | Pelles Experiment                        | 1999 |
| 46  | Renaade als Babysitter                   | 1999 |
| 47  | Opa als Meistersurfer                    | 1999 |
| 48  | Verkehrssicherheit? Aaaaaaagh!           | 1999 |
| 49  | Der Wahlkampf                            | 1999 |
| 50  | Licht aus! Womm                          | 1999 |
| 51  | Oje, Elternsprechtag                     | 1999 |
| 52  | Hals- und Beinbruch                      | 1999 |
| 53  | Opa als Walreiter                        | 1999 |
| 54  | Seuchenalarm                             | 1999 |
| 55  | Allein im Spielkaufhaus                  | 1999 |
| 56  | Die große Kreuzfahrt                     | 1999 |
| 57  | Eine Klasse taucht unter                 | 1999 |
| 58  | Finale mit Gips                          | 1999 |
| 59  | Wirbel im Kaufhaus                       | 1999 |
| 60  | Die Bruchlandung                         | 1999 |
| 61  | Gut Holz!                                | 1999 |
| 62  | Weihnachten im Klassenzimmer             | 1999 |
| 63  | Chaos im Klassenzimmer                   | 1999 |
| 64  | Essen gut, alles gut                     | 1999 |
| 65  | Die Jagd auf der Riesenkrake             | 1999 |
| 66  | Drei sind eine zu viel                   | 1999 |
| 67  | Silvesterblues                           | 1999 |
| 68  | Eistigerinnen                            | 1999 |
| 69  | Ein Flügelschlag voraus                  | 1999 |
| 70  | Herz- und Beinbruch                      | 1999 |
| 71  | Belagerungszustand                       | 1999 |
| 72  | Renaade als Plattenproduzentin           | 1999 |